# Полупустыня

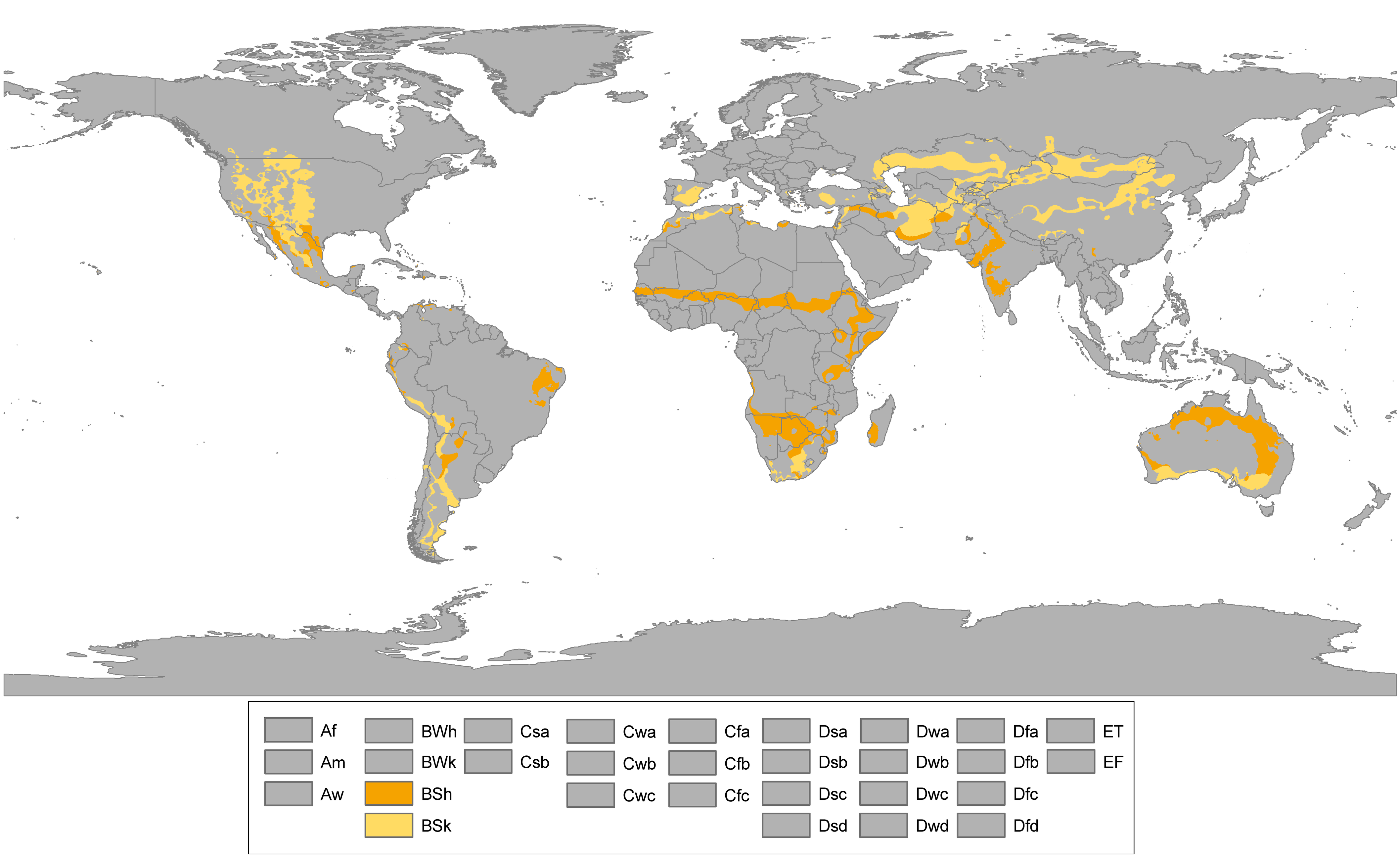
Полупустыни

Полупустыня, или опустыненная степь, — тип ландшафта, промежуточный между степью и пустыней в умеренных географических поясах и между саванной и пустыней в тропических, с соответствующими смешениями растительности, животных и почв. Полупустыни характеризуются отсутствием лесов, специфичной растительностью и почвенным покровом. Полупустыни формируются в аридных климатах и распространены на всех материках, кроме Антарктиды. Общее для них — продолжительный и жаркий тёплый период (средняя температура 20—25°С, а в тропиках 30°С), испаряемость в 3—6 раз больше выпадающих атмосферных осадков (100—300 мм в год), поверхностный сток слабый, гидрографическая сеть развита плохо, а реки пересыхают. Растительность не сомкнута.
В умеренном поясе полупустыни расположены сплошной полосой с запада на восток Евразии от Причерноморской низменности до восточной границы Китая. В субтропиках полупустыни широко распространены на склонах плато, плоскогорий и нагорий (Анатолийское плоскогорье, Армянское нагорье, Иранское нагорье, Карру, Флиндерс, предгорья Анд, долины Скалистых гор и др.). В тропиках полупустыни занимают большие пространства, особенно в Африке: к югу от Сахары находится зона Сахель, для которой характерны ландшафты опустыненной саванны.

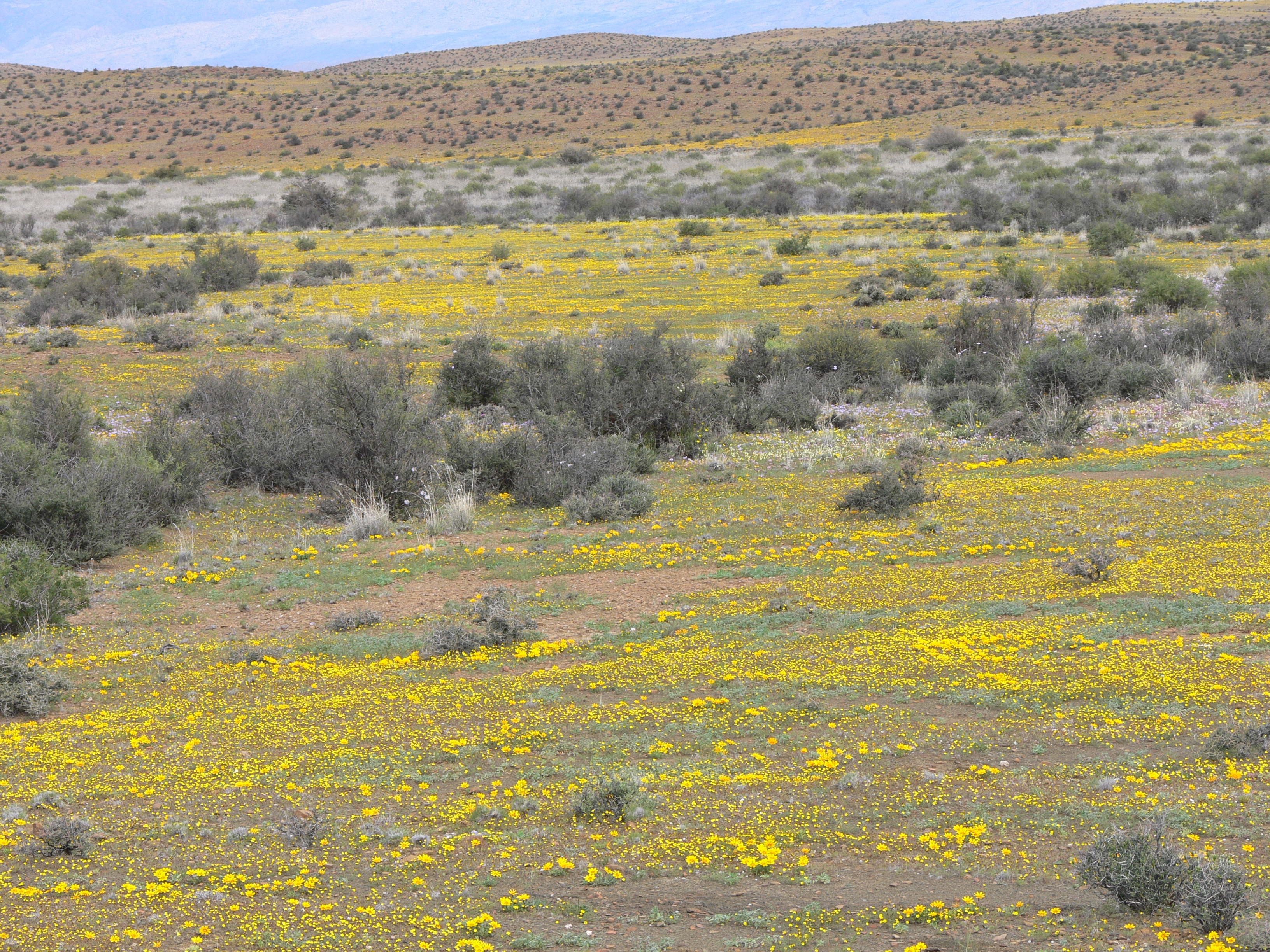
Полупустыня Карру, ЮАР

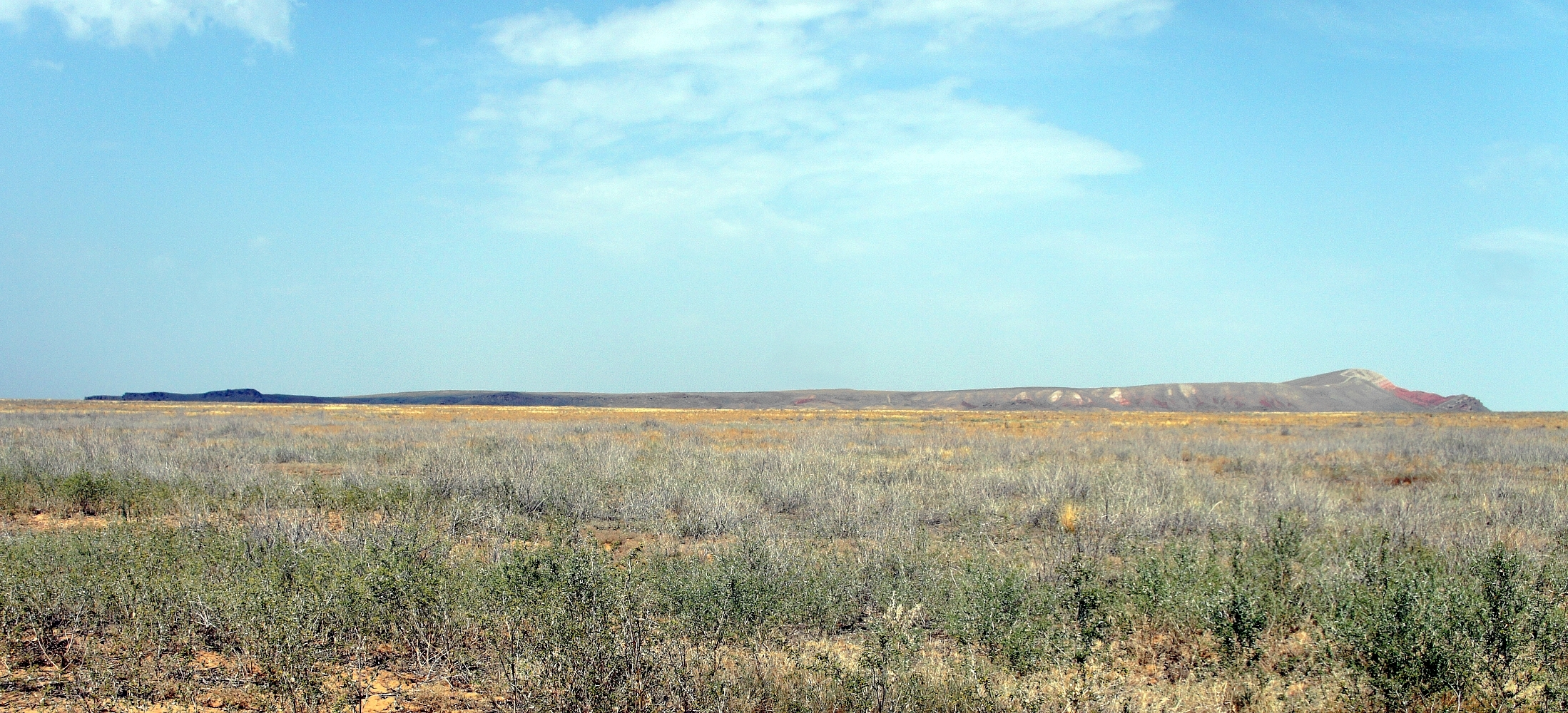
Гора Большое Богдо, Прикаспийская низменность, Россия

## Почвы полупустыни
Почвы, образующиеся в сухом и полусухом климате, богаты солями, так как атмосферные осадки малочисленны, и соли задерживаются в почве. Активное почвообразование возможно лишь там, где почвы получают дополнительную влагу из рек или подземных вод. По сравнению с атмосферными осадками, подземные и речные воды там гораздо солонее. Из-за высокой температуры велико испарение, в ходе которого почва высыхает, а растворённые в воде соли кристаллизуются.
Высокое содержание солей обуславливает щелочную реакцию почвы, к которой растениям приходится приспосабливаться. Большинство культурных растений такие условия не переносит. Особенно вредны натриевые соли, так как натрий препятствует образованию зернистой структуры почвы. Вследствие этого почва превращается в плотную бесструктурную массу. Кроме того, избыток натрия в почве мешает физиологическим процессам и питанию растений.

## Растительность
Сильно разреженный растительный покров полупустыни часто предстаёт в виде мозаики, состоящей из многолетних ксерофитных трав, дерновинных злаков, солянок и полыней, а также эфемеров и эфемероидов. В Америке обычны суккуленты, главным образом кактусы. В Африке и Австралии типичны заросли ксерофитных кустарников (см. Скрэб) и редкостойных низкорослых деревьев (акация, дум-пальма, баобаб и др). Земледелие в полупустынях возможно при условии искусственного орошения. Благодаря обилию солнца здесь выращивают ценные технические культуры, особенно хлопчатник. Растительность полупустынь используется для выпаса скота.

## Животный мир
Среди животных полупустыни особенно многочисленны зайцы, грызуны (суслики, сурикаты, тушканчики, песчанки, полёвки, хомячки) и пресмыкающиеся; из копытных — антилопы, безоаровый козёл, муфлон, кулан и другие. Из мелких хищников повсеместно распространены: шакал, полосатая гиена, каракал, степная кошка, лисица-фенек и др. Довольно разнообразны птицы. Много насекомых и паукообразных (каракурты, скорпионы, фаланги).

## Занятия населения
Традиционное занятие населения — пастбищное животноводство. Оазисное земледелие развито только на орошаемых землях (вблизи водоёмов).

## Охрана полупустыни
Для охраны и изучения природных ландшафтов полупустынь мира создан ряд национальных парков и заповедников, в том числе Устюртский заповедник, Тигровая балка, Арал-Пайгамбар, Алешковские пески.